# Ota Hora
Ota Hora (26. listopadu 1909 Golčův Jeníkov – 1. prosince 1997 Ottawa) byl český a československý politik, člen Československé strany národně socialistické, za kterou byl po válce poslancem Prozatímního a Ústavodárného Národního shromáždění, později exilový politik.

## Biografie
Vystudoval obchodní akademii v Praze. Navštěvoval národohospodářské kurzy na Karlově univerzitě. Od mládí se veřejně angažoval. V rodném městě byl aktivní v Sokolu a v národně socialistické straně. Roku 1932 se stal nejmladším členem jejího ústředního výkonného výboru. Často cestoval a publikoval cestopisné črty, např. "Rusko při práci",  "Mladá Jugoslávie", "Švédsko volá". V roce 1938 působil v předsednictvu Strany národní jednoty. Za války působil v ilegální publicistice.
V letech 1945–1946 byl poslancem Prozatímního Národního shromáždění za národní socialisty. Mandát obhájil v parlamentních volbách v roce 1946 a stal se poslancem Ústavodárného Národního shromáždění, kde zasedal formálně až do parlamentních voleb v roce 1948. V rámci strany patřil po roce 1945 mezi představitele mladé generace s napojením na studentské kruhy. Byl zvolen předsedou národně socialistické mládeže. Profiloval se kriticky k sílícímu vlivu KSČ v policii a čelil mu v bezpečnostním výboru parlamentu společně s lidoveckým poslancem Bohumírem Bunžou. V prosinci 1947 vystoupil s teorií, že Československo lze považovat za policejní stát.
Po únorovém převratu v roce 1948 odešel do exilu, nejprve do západního Německa, později do Kanady, a podílel se na činnosti exilové národně socialistické strany. V rámci exilové strany představoval společně s Aloisem Čížkem mladší generaci, kriticky naladěnou vůči špičkám strany a vůči vedení Petra Zenkla. Vydával list Mladé proudy. Byl členem výkonného výboru Rady svobodného Československa a čestným předsedou Sokola v Kanadě. Získal ocenění Canadian Silver Jubilee Medal a Masarykovu cenu Československého sdružení v Kanadě za rok 1988. V roce 1990 bylo bez jeho vědomí dojednáno sloučení exilové strany s představiteli Československé strany socialistické (prokomunistická nástupnická strana národních socialistů z let 1948–1989). Roku 1991 mu byl udělen Řád Tomáše Garrigua Masaryka. V roce 1993 založil nadaci, která každoročně odměňuje nejlepší práce o historii Golčova Jeníkova.